# El Fehoul
El Fehoul è un comune dell'Algeria, situato nella provincia di Tlemcen.